# Australische Leichtathletik-Meisterschaften 2020
Die 98. Australischen Leichtathletik-Meisterschaften sollten vom 26. bis 29. April 2020 im Olympic Park von Sydney ausgetragen werden. Die Wettkämpfe hätten auch als Qualifikationsmöglichkeit für die später im Jahr geplanten Olympischen Sommerspiele in Tokio gedient. 
Wegen der COVID-19-Pandemie wurden die Wettkämpfe abgesagt.